# Синицький парк
Сини́цький парк — парк-пам'ятка садово-паркового мистецтва місцевого значення в Україні. Розташований в селі Синиця Уманського району Черкаської області. 
Площа — 44,6 га, статус отриманий у 1972 році.

## Історія парку
За Стефана Михайловича Єловицького в мальовничому куточку села був закладений парк загальна площа якого 42 гектари, відбулося це приблизно 1830-х роках (точних даних достеменно не відомо). Тоді ж було викопано гігантський став площею 6.2 гектари у формі підкови та насипано чотири штучні острови – до одного з них вів дерев'яний міст, фарбований. Через ставок був збудований цегляний дев'ятиарочний міст. Цеглу для якого виготовляли в селі в місцевій цегельні за селом, неподалік парку (на кожній цеглині є відтиск з клеймом «ТІ» - Теодор Єловицький. Нажаль цегельня не збереглась до нашого часу.
За переказами ставок копали цигани, які пророкували, що в ньому втопиться п’ять чоловік. Спочатку парк був оточений ровом (його можна помітити і тепер) та частоколом, який до нашого часу не зберігся.
Кріпаки ж звели будинок з колонами напівкам'яний напівдерев'яний, одноповерховий, поштукатурений, «критий гонтом», який складався з 19 кімнат і галереї (додаток А), під будинком був кам'яний погреб. Біля будинку дві дерев'яні комори, під однією кам'яний погріб покритий черепицею, сарай для дров цегляний, каретний сарай теж цегляний, як і стайні для коней, кухня і пральня дерев'яні, дев'ять дерев'яних сараїв покритих соломою, оранжерея та сушильня для фруктів, караулка, парники – цегляні та купальня. Два «ледники» та п'ять погребів, шість будиночків: для садівника, капельмейстера, музикантів та прислуги.
В парку висадили завезені рідкісні дерева: платани, модрини, кримські сосни, широколисті липи, тюльпанові дерева, особливо красивими були соснові алеї, які у війну були зрізані німецькими окупантами. Парк цінувався своїми галявинами, де в різні пори року розважалися та відпочивали господарі зі своїми дітьми та їхні гості. До речі, сам парк у Синиці з висоти пташиного польоту теж нагадує квітку тюльпана.
«Пускав коріння» у Синиці й сам пан Єловіцький, хоча не забував, що живе таки не на споконвічно польській землі.
Переповідають, що з парку в напрямку фортеці в Умані зразу ж були викопані й підземні ходи «про всяк випадок» (з розповіді місцевого жителя Нянько Л. Н., який працював на той час на території Синицького парку, ці ходи існували, але завалились в 1965 - 1970 роках).
Синицький маєток Федора Степановича Єловицького у складі сіл Синиця, Кузьмина Гребля і Осітна Уманського повіту, стали власністю відставного гвардії полковника барона Йосипа Миколайовича Корфа у 1868 за 222504 крб. сріблом. За іншою версією Синицю було продано барону Корфу за двісті двадцять дві тисячі п'ятсот карбованців сріблом, як винагороду за участь у розкритті змови Єловицького. Барон Йосип Миколайович Корф мав в Синиці 1500 десятин землі та Кузьмина Гребля і Осітна , загалом три тисячі дев'ятсот чотири десятини тисячу сто шістдесят шість сажнів.

## Палац

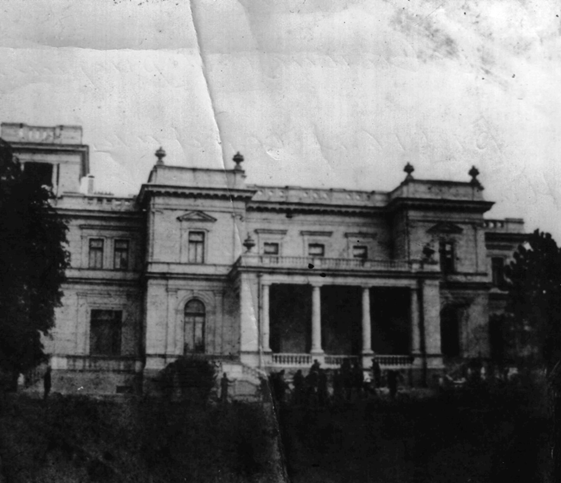
Палац Барона Корфа

Біля старого будинку Єловицьких швидко виріс новий двоповерховий палац : із башнею, трьома балконами і одним балкончиком у формі раковини, чотирма верандами і парадним ґанком, який налічував 48 кімнат, фото архів місцевої жительки Рудої А. М., і басейн з фонтаном-змією, воду до якого подавала система, що працювала за допомогою впряжених коней, яких ганяли по колу. Ззовні будинок був поштукатурений і пофарбований, з залізним дахом. На нижньому поверсі було дві теплиці, один вестибюль, одна швейцарня з туалетом, два передпокої з туалетом, дві кімнати з антресолями для прислуги, одна ванна кімната з кахельною ванною і десять чистих кімнат. Стелю гостьових кімнат прикрашала ліпнина з алебастру, а стіни були пофарбовані олійною фарбою в один і декілька тонів, стіни і стеля двох кімнат були покриті позолотою. Підлога в одинадцяти кімнатах була покрита паркетом, а в інших була проста з цементованих плит. Груби: одна залізна, вісім голландських поштукатурених із трьома дзеркалами, обкладені білим і зеленим кахлем. П’ять камінів: з яких три мармурові, один металевий, один мідний. Один модний консоль у ванній кімнаті і один різьблений буфет.
В будинку був облаштований водогін з ручним всмоктувальним насосним пристроєм, який був установлений в криниці на березі ставка за 100 метрів від будинку, а на горищі даху два дерев’яних, оббитих цинком баки.
У всі кімнати було проведено електричні дзвінки з трьома номераторами і світло.
Під будинком був кам'яний підвал на опорах, в якому з одного боку будинку на всю його ширину розміщувалось два житлових приміщення, а з протилежного боку вздовж заднього фасаду чотири житлові приміщення з двома голландськими грубами для «осушки» підвалу від сирості.
Вартість будинку з всіма роботами оцінювалась на перше липня 1901 року у 80000 карбованців. Будинок був застрахований з 27 грудня 1903 року.
Берег ставу біля палацу перетворили на пляж – сюди завезли річковий пісок і звели кам'яні сходи, що вели з берега аж до ставкового дна. Одночасно з будівництвом будинку по периметру парку зводився цегляний мур. Цеглу для будинку та огорожі виготовляли на території Синиці, ця частина села до цього часу має назву «цегельня», а нова цегла мала тавро з відтиском « БК»- барон Корф.
Поряд з будинком розташувалась оранжерея, яку селяни місцевою говіркою називали «римарня». В глибині парку через річку був зведений ще один місток. В огорожі парку було чотири металеві брами, дві з них парадні.

## Барон Корф
Одного дня вулицями села промчали кілька кінних упряжок, серед яких виділялася розкішна карета з гербом на дверцятах – золотою лілією і трьома шестикутними зірками, підтримуваними двома сиренами. З Петербурга прибув барон Корф – новий власник синицького помістя, нащадок давнього німецького роду, що сотні років тому змінив рідну Ліпляндію на службу царському двору Росії. Рід був потужним, войовничим й уславленим у Європі, а лілія на герб Корфів була дарована французьким королем, врятованим одним із Корфів у бою. Барон Микола Корф, був камергером російського царя і ревним прихильником єдиної імперії. Баронам Корфам судилося стати останніми власниками помістя, які мали «блакитну кров".
Корфи постійно мешкали в Петербурзі, а в Синицю приїздили приблизно раз у рік влітку на відпочинок. В будинку збудованому Теодором Єловіцьким жив управитель, який керував економією, також в маєтку проживали повар, конюх, садівник та інша прислуга. Вони завжди знали, коли приїде пан. За переказами місцевих жителів, до приїзду вивішували прапори, управитель виходив до однієї з брам з хлібом. Селянам, що працювали в парку наказували ховатись, бо пан селян не любив.
У маєтностях барона Корфа розводили породистих коней. Найкращих скакунів продавали у Санкт-Петербурзі, інших використовували у власному господарстві.
Відомо, що у 1885 році прибуток від володінь Корфів складав 24 000 карбованців, в 1886 році – 31 059 карбованці.
Також цікавим фактом є те, що в 1913 року 19 лютого Микола Йосипович з Санк Петербургу зробив замовлення «Международной компании жатвеных машин в Америке» для особистого користування в своєму маєтку Синиця: один двохциліндровий самохідний трактор, моделі 1913 року, до нього додаткові ободи для коліс, і два чотирилемішні плуги системи «Молинь», шість пристроїв для в'язання снопів, три дискових борони, шість снопов'язок і шість колосопідйомників. Всього на суму 15200 карбованців.
А 7 березня 1913 року в Одесу Барону М. Й. Корфу прийшла телеграма з Америки про те, що відправили замовлений трактор з всіма до нього предметами. Трактор мав прибути на залізничну станцію в м.Христинівка.
Кровопролитні бої громадянської війни не оминули і маєток Корфів – його знищили місцеві більшовики. Однієї ночі 1920 року маєток спалахнув і горів, як розповідають у селі, два тижні. Будинок Єловицьких не зачепили – «бо той пан був проти царя».
Під час подій більшовицького перевороту маєток зруйнувало місцеве населення: цеглу розібрали на будівництво христинівської школи № 1 та лікарні. Все, що залишилось від багатства ландшафтної архітектури парку – це став з трьома островами, один з яких плавучий, масивний цегляний міст, підвісний залізний місток який веде до «острову кохання», сам «острів кохання», поодинокі залишки підставок для скульптур в античному стилі та залишки центрального і чорного (кріпацького, робочого) входів, бетонний поріг маєтку (який через масивні розміри ніхто не зміг винести, величезні підвальні приміщення та засипані входи до системи підземних тунелів.
З приходом більшовиків життя помістя й парку змінилося. Чудове повітря на березі ставків спочатку мало підлікувати здоров’я командування кавкорпусу Котовського. Оскільки палац спалили колеги по більшовицькому перевороту, еліта кавалерії лисого героя громадянської рубанини влаштувалася у стайні попередньо вставивши вікна й зробивши перегородки.
В домі Єловицьких під звуки оркестру влаштовувалися вечори відпочинку, вдень же в саду сушилися командирські гімнастерки й онучі, а з рукотворних пляжів денщики заводили коней до ставу купатися, зішкрібаючи кізяки з боків чотириногих побратимів.

## Колонія
З 1925 року – тут вже виправна колонія, а для того, щоб арештантам було що їсти, зводять свинарник із цегли, що довбають з паркових мостів та муру огорожі, дірки в якій залатують колючим дротом.
Начальником колонії був Зінькевич, який пізніше в 1932 році керував реквізицією хліба. Зі створенням ТСО «Авіахім» в будинку Єловицького розташувалась контора і дитячий садок. Цікаво те, що в такі скрутні часи парк охороняли чотири сторожі. Весь парк був оточений фруктовим садками. Слідом за комуністами до руйнації доклали руку фашисти: в 1940-х вони винищили чимало рідкісних дерев парку.
В 60-х роках в будинку, де розташовувалась колонія, в літній період діяв піонерський табір. Будинок Єловицького був переобладнаний під сільський клуб, тут же розташувалась бібліотека та дитячий садок. В 70-роках в будинку, де працював піонерський табір, розмістили дільничну лікарню сіл Синиця, Кузьмина Гребля, Осітна. З часом територія парку почала заростати чагарниками і будинок Єловицьких знесли. 

## 80-ті роки
В 80-х роках парк розчистили від зайвих насаджень, бур’янів, посипали піском доріжки, поставили лавочки для відпочинку. На острові побудували дерев’яну альтанку та причал. За кошти колгоспу придбали два катамарани та чотири човни. Всі свята жителі села святкували в парку. Неодноразово тут відбувалися районні зльоти піонерів, свята врожаю. В травні 1988 року приїздив з концертом Назарій Яремчук, виступ якого відбувався на головній галявині парку (зі слів місцевих жителів села).
На жаль, деякі жителі села дуже швидко всі ці надбання знищили: розібрано лавки, альтанку, причал, знято чавунні перила мосту. З цегляної огорожі, яка колись оточувала парк залишилась незначна частина. В 2007 році за рахунок ВАТ Уманьферммаш відновлено місток до центрального острова. Постійно силами небайдужих жителів села та учнів школи проводяться заходи по приведенню належного стану території парку.

## Скарби
Місцеві жителі розповідають, що не так давно приїздили якісь невідомі, бродили по руїнах з металошукачем. «Мабуть, хотіли знайти ті чотири срібні хрести, які, за переказами, були закопані на кутках помістя, – кажуть люди. А може, шукали приховані панські скарби – та то дарма, бо їх всі вивезли самі Корфи, тільки-но почався більшовицький переворот».

## Реставрація парку
У 2019 році за сприяння депутата-мажоритарника проведено реконструкцію парку. Встановлено: вхідну арку, металеву огорожу на арочному містку, дитячий майданчик у фольклорному стилі, туристичні вказівники, лавки та контейнери для сміття, пофарбовано огорожу і перестелено настил на містку. А також для комфорту відвідувачів облаштовано пішохідну дорогу та пішохідну доріжку з покриттям щебенево-піщаною сумішшю.

## Галерея

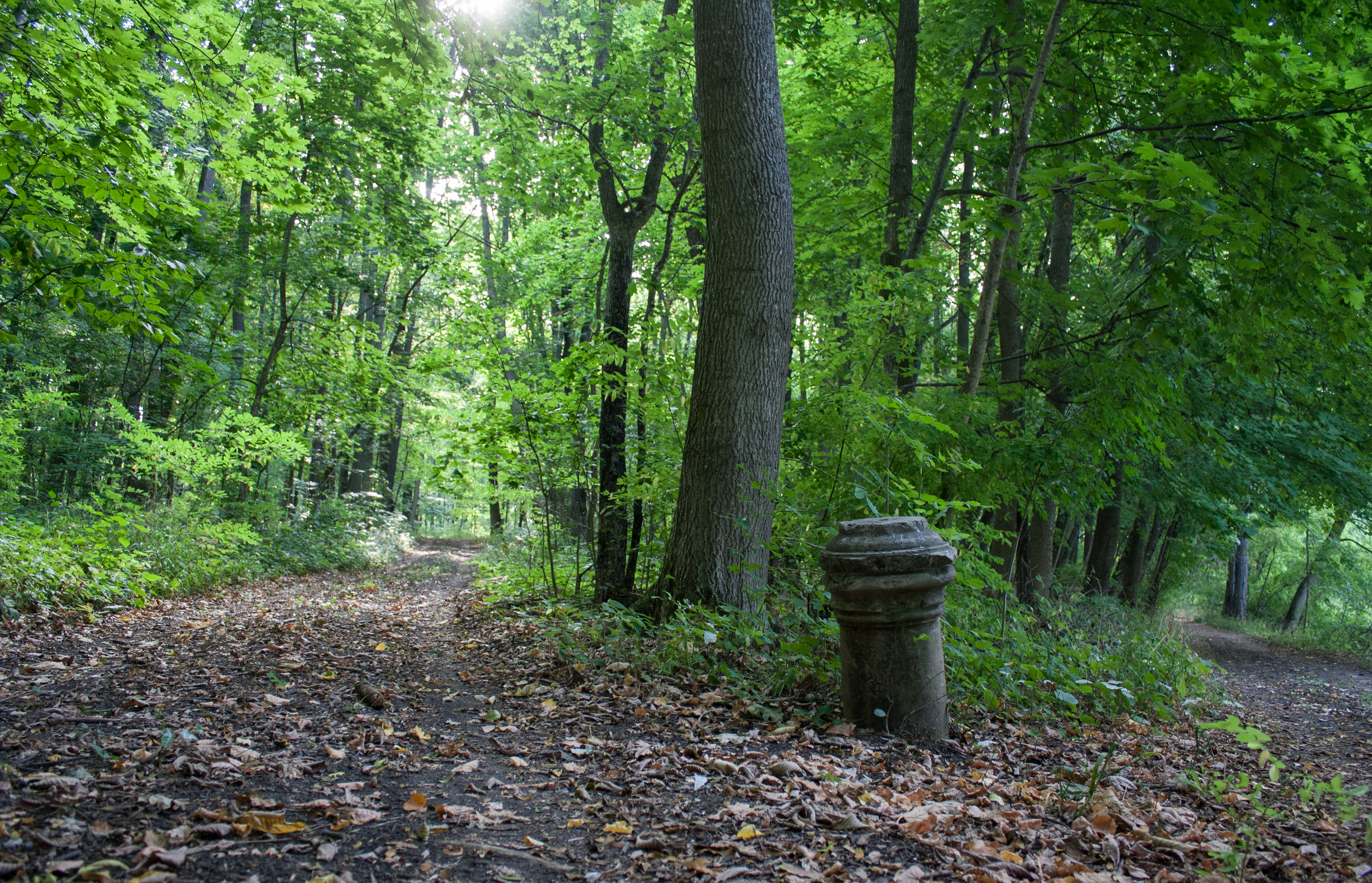
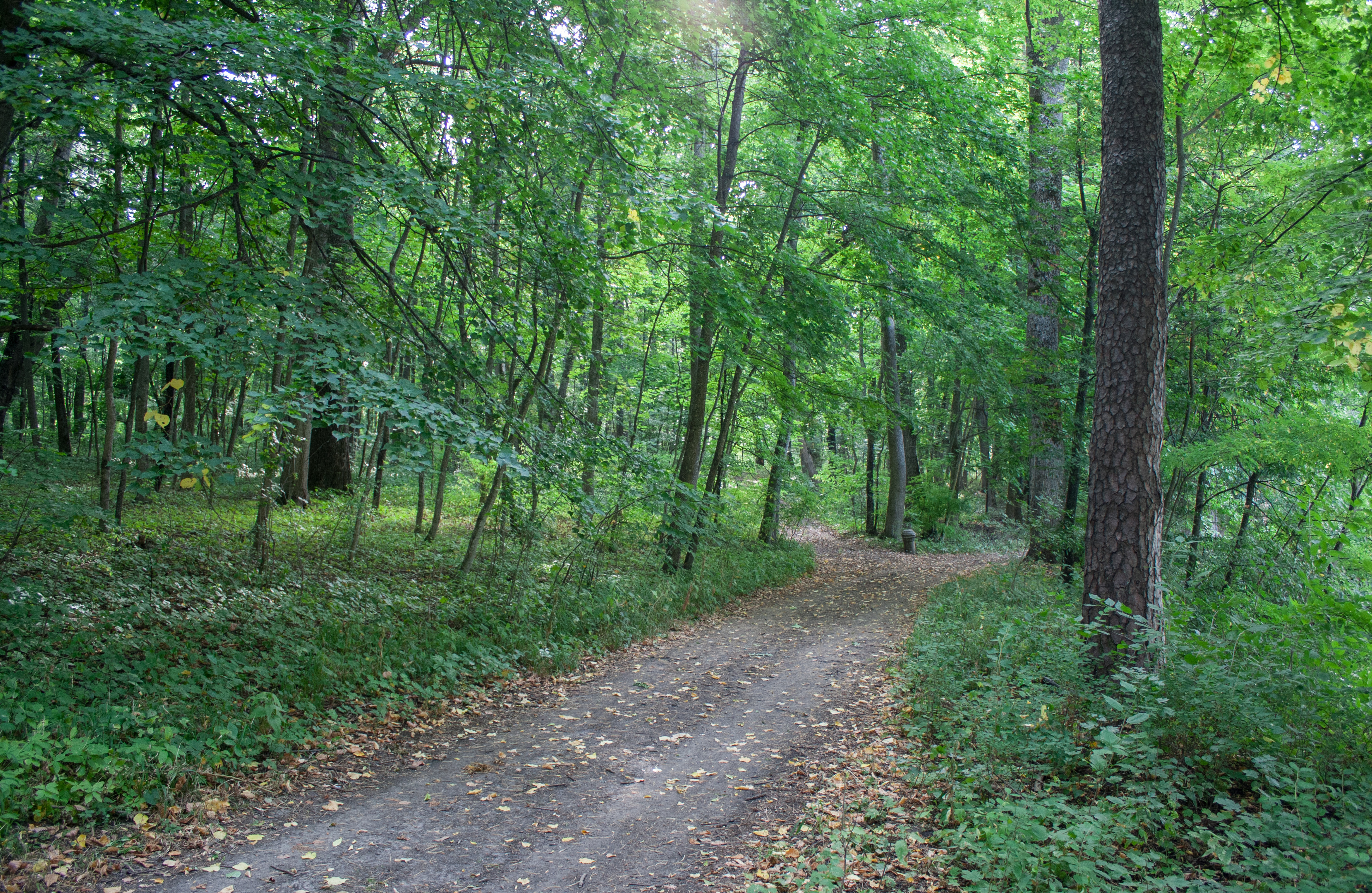
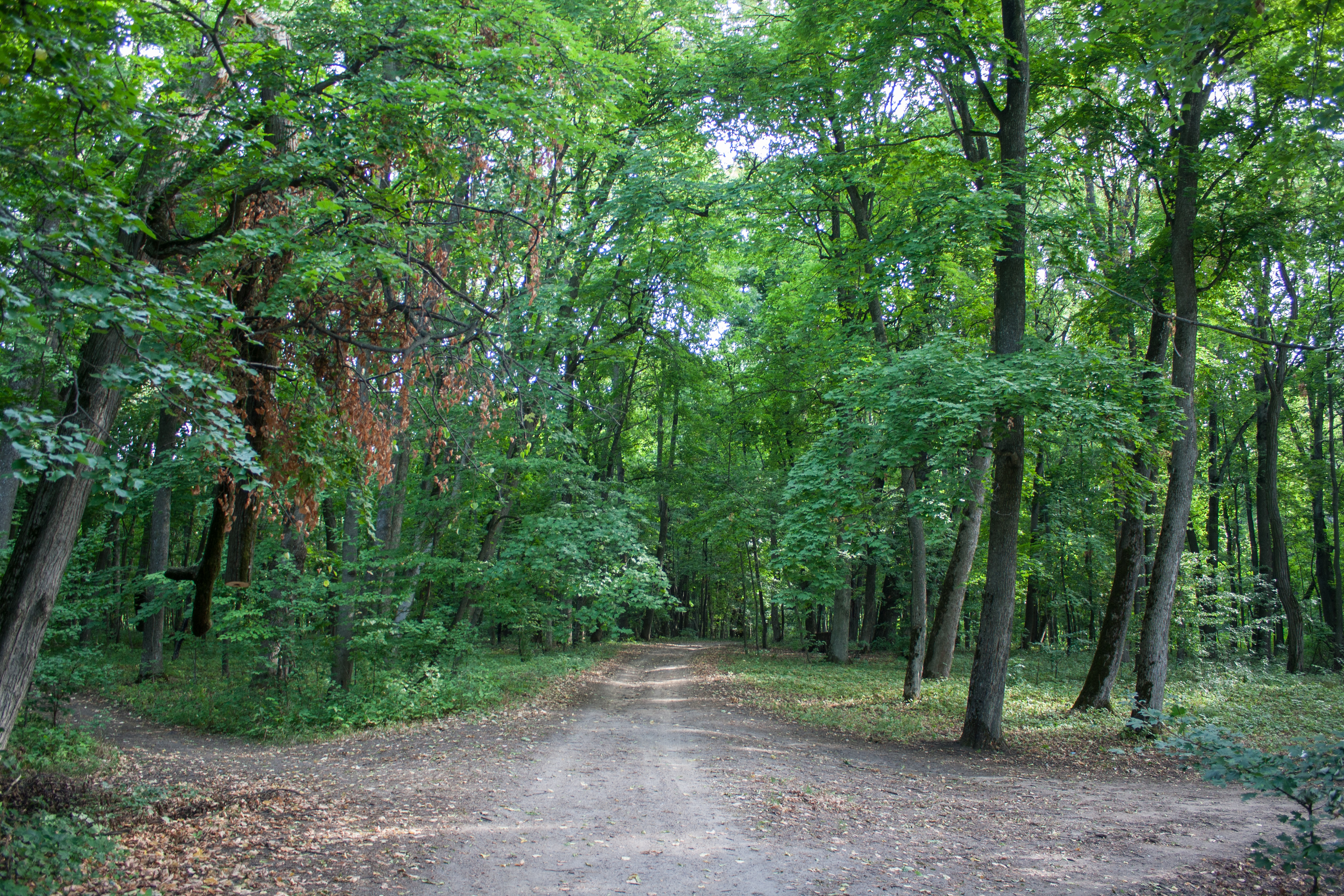
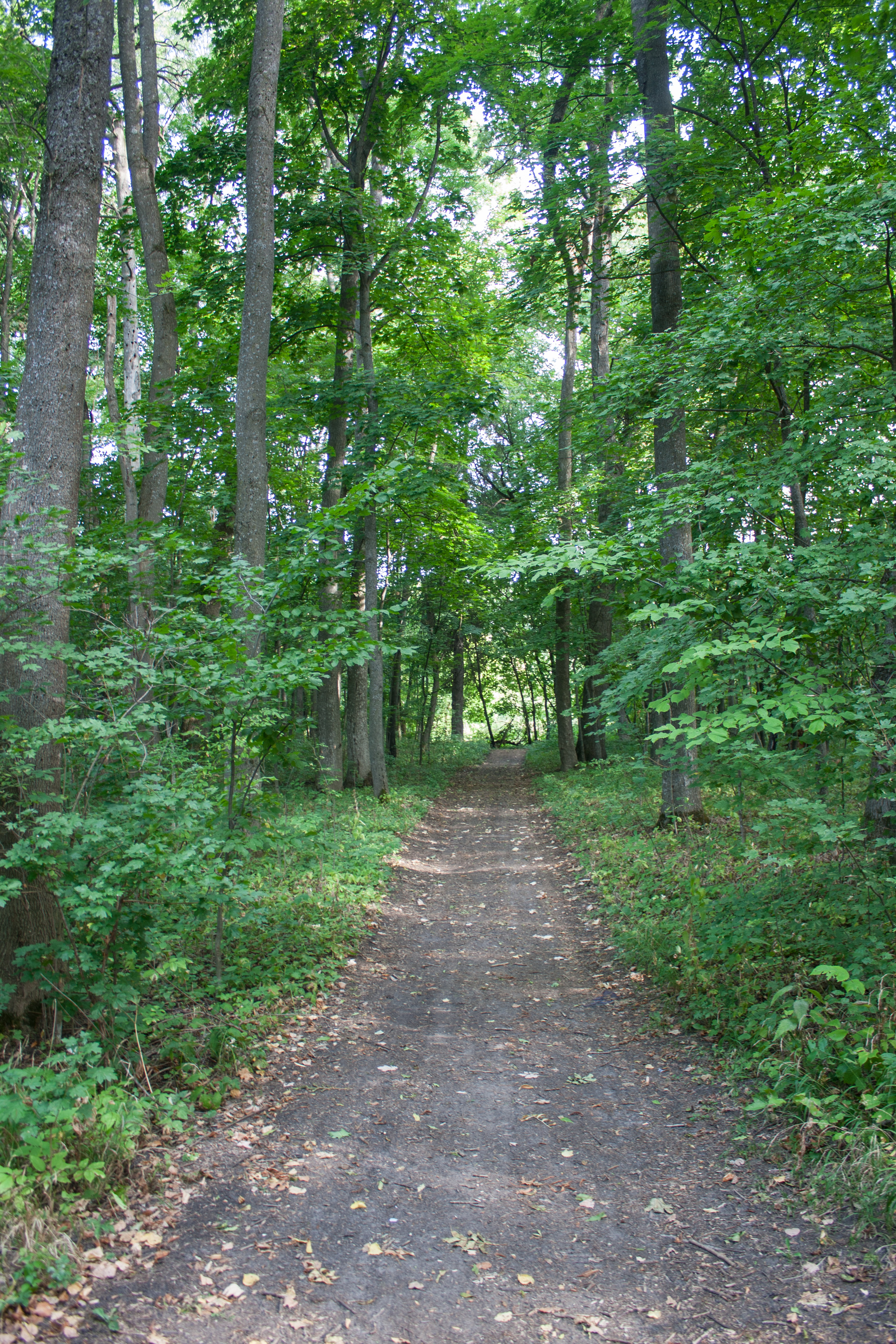
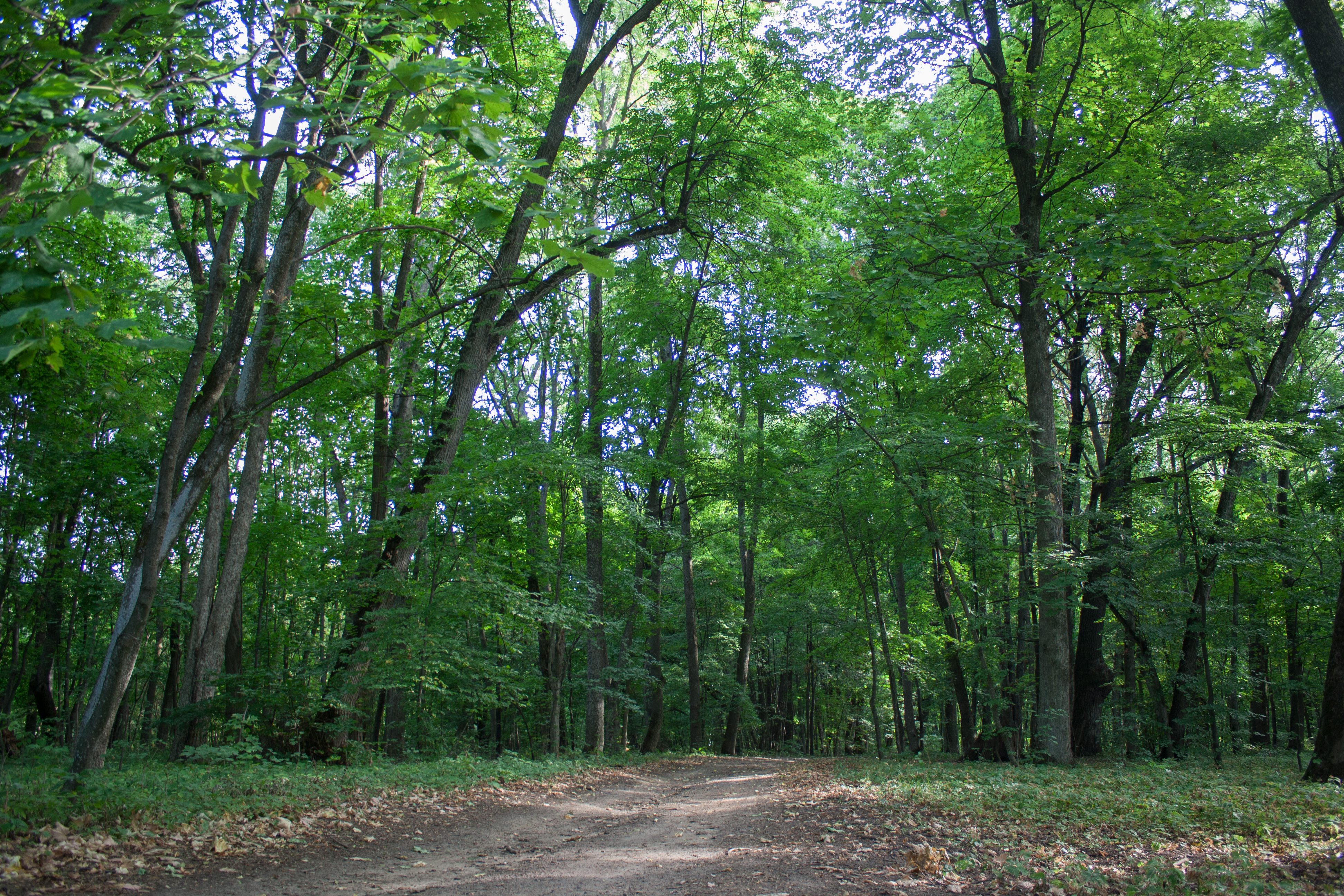
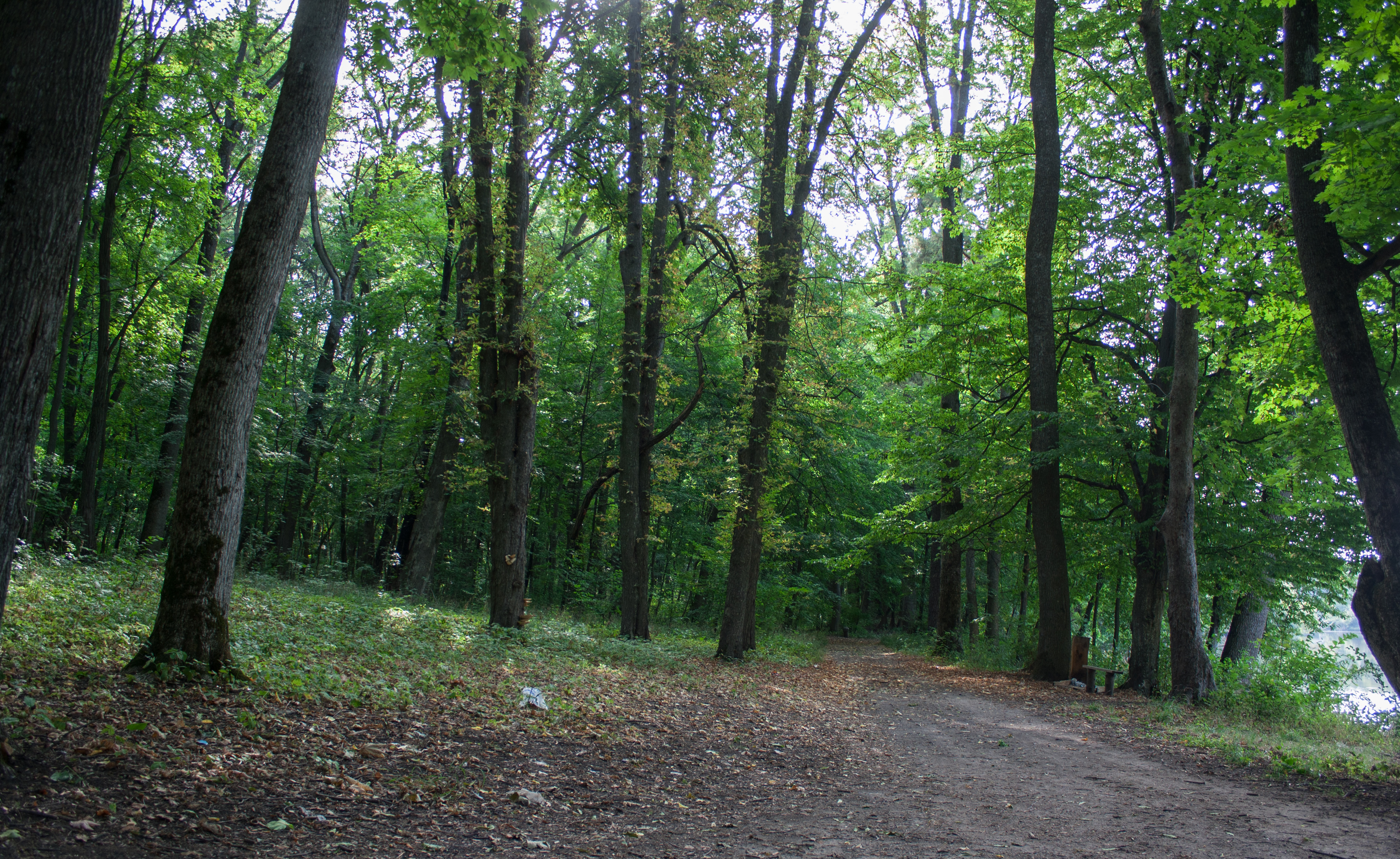
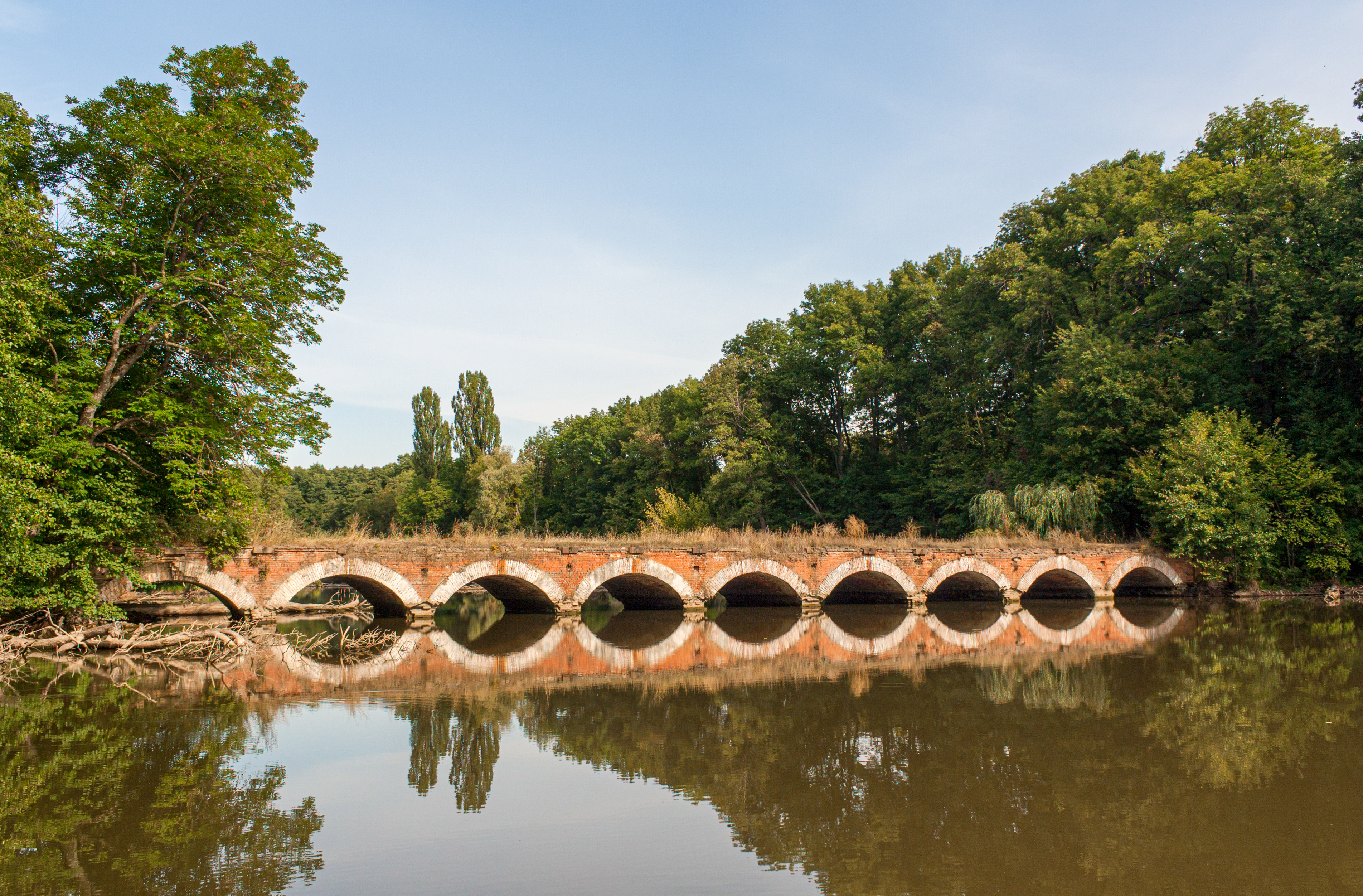
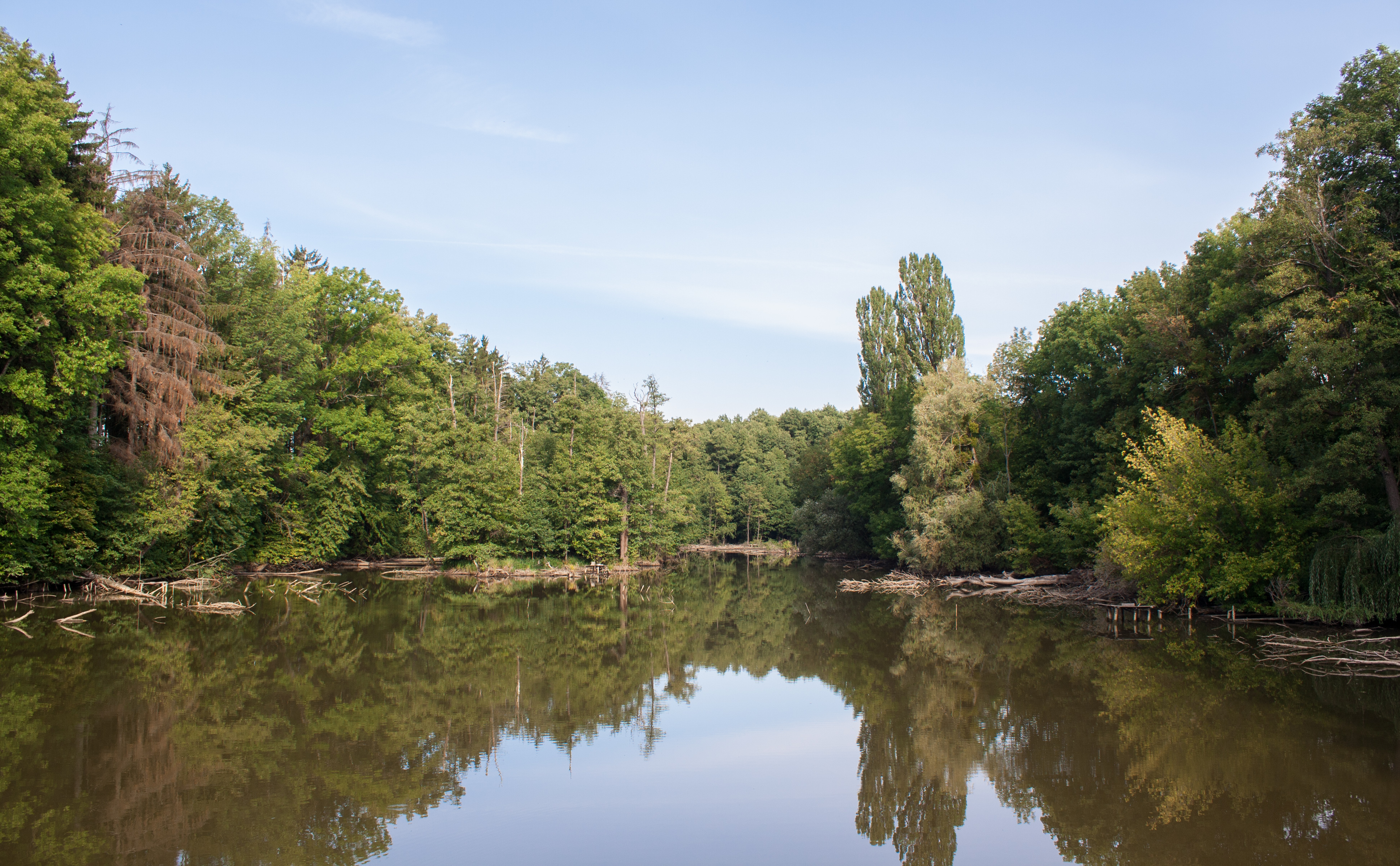
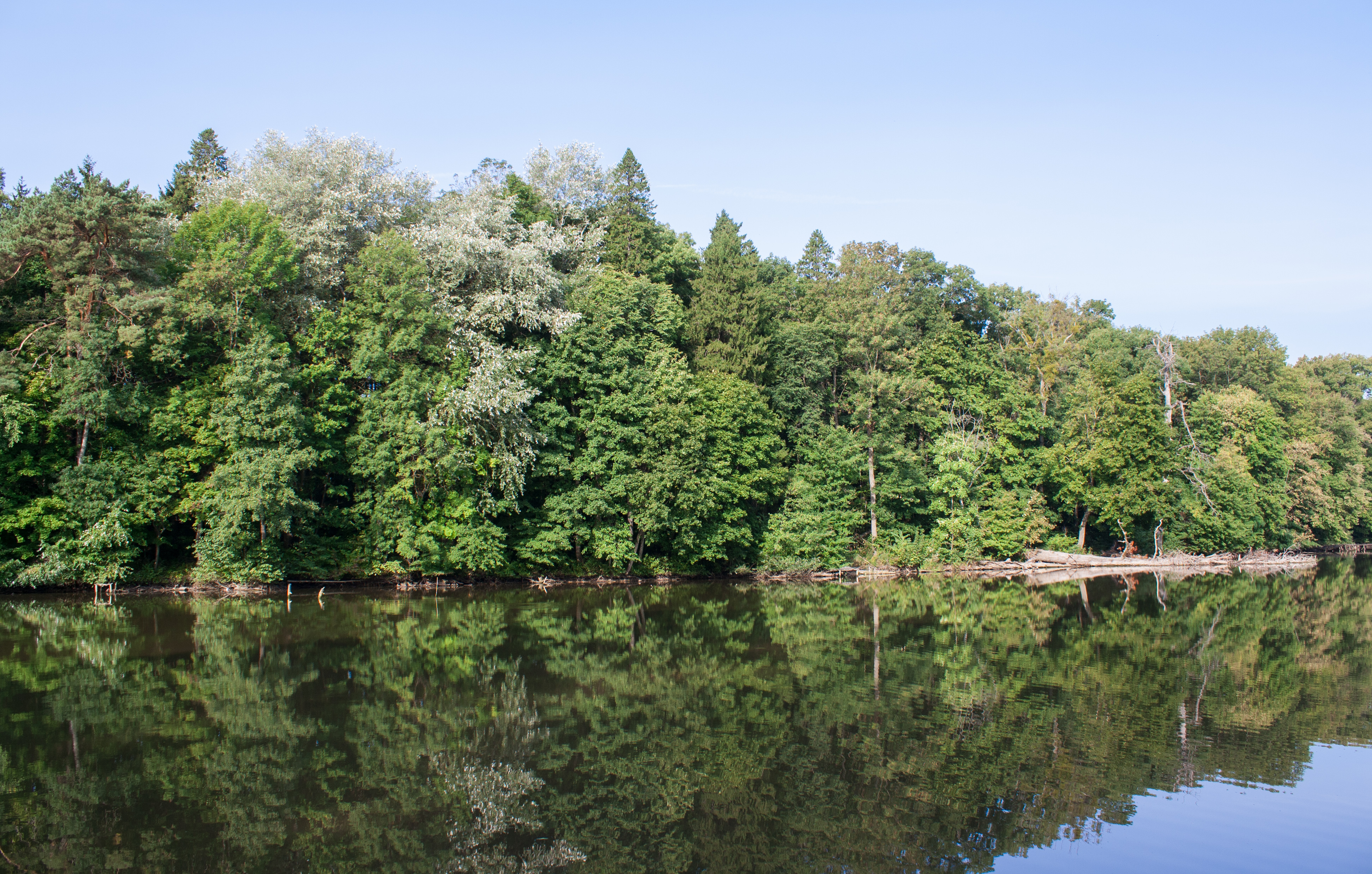
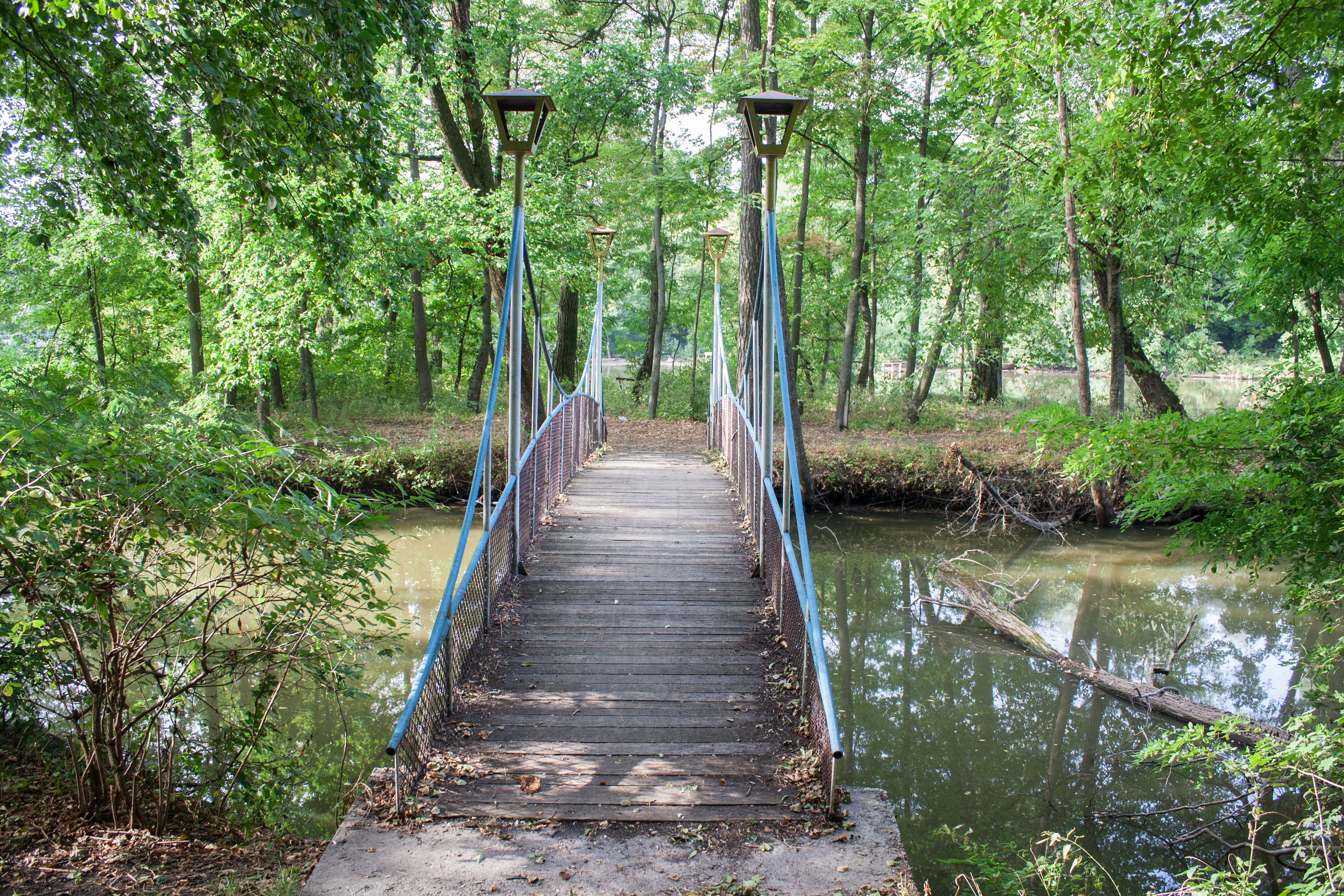
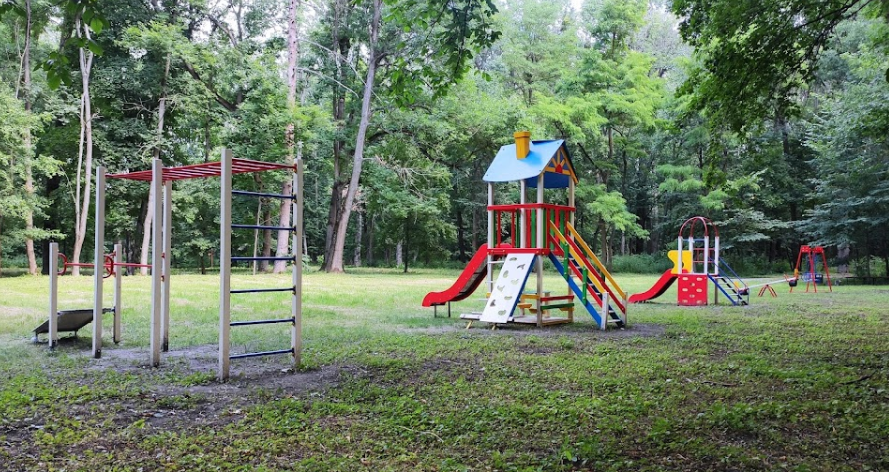